# Caesar (Cognomen)
Caesar war ein römisches Cognomen, dessen berühmtester Träger der 44 v. Chr. ermordete Diktator Gaius Iulius Caesar war. In der römischen Kaiserzeit entwickelte es sich zu einem Titel der römischen Kaiser (siehe Caesar (Titel)), aus dem sich die Herrschertitel Kaiser und Zar ableiteten. Die weiblichen Träger dieses Cognomens hießen üblicherweise Iulia Caesaris.

## Herkunft
Dem römischen Schriftsteller Plinius zufolge leitet sich der Name „Caesar“ wohl vom Partizip Perfekt Passiv des lateinischen Wortes caedere („ausschneiden, fällen, niederhauen, töten“), caesus („geschnitten“), ab. Im Kontext des römischen Gesetzes lex reginus oder lex caesarea, nach dem schwangeren Frauen, die während der Geburt verstarben, das Kind aus dem Leib geschnitten werden sollte, wird der Name als „der aus dem Mutterleib Geschnittene“ interpretiert (altgriechisch καίω „schneiden“). Dies hat allerdings wenig mit der daraus hervorgegangenen Lehnübersetzung Kaiserschnitt gemein, denn dieser Eingriff hatte weniger das Ziel, das Kind zu retten, als es vielmehr getrennt von der Mutter begraben zu können. Folglich ist anzunehmen, dass ein früher Vorfahr Gaius Iulius Caesars mit einem derartigen Eingriff in Verbindung stand und sich daraus der Name ableitet.
Das Suffix -ar ist jedoch sonst im lateinischen Namenskontext völlig unbekannt. Man könnte daher die vom Diktator Gaius Iulius Caesar selbst bevorzugte Herleitung des Namens für wahrscheinlicher halten. Dieser zufolge tötete einer von Caesars Vorfahren im Ersten Punischen Krieg einen Elefanten und erhielt für diese Tat den Beinamen Caesar – das punische Wort für Elefant. Münzen aus der Zeit Caesars mit dem Elefanten als Wappentier sind erhalten.

## Namensträger
- Divus Caesar (Sohn Domitians)
- Drusus Caesar
- Gaius Caesar (adoptiert)
- Gaius Caesar Augustus Germanicus (= Caligula)
- Gaius Iulius Caesar (Prätor 92 v. Chr.), Vater des Diktators
- Gaius Iulius Caesar (der Diktator)
- Gaius Iulius Caesar Strabo Vopiscus (kurulischer Ädil 90 v. Chr.)
- Gaius Iulius Caesar Germanicus (adoptiert)
- Imperator Caesar Divi filius Augustus (adoptiert)
- Lucius Aelius Caesar († 138), Adoptivsohn und designierter Nachfolger Kaiser Hadrians
- Lucius Caesar (adoptiert)
- Lucius Iulius Caesar (Sohn des Numerius)
- Lucius Iulius Caesar (Sohn des Sextus)
- Lucius Iulius Caesar (Konsul 90 v. Chr.) (um 135 v. Chr.–87 v. Chr.), römischer Politiker
- Lucius Iulius Caesar (Proquästor) († 46 v. Chr.), römischer Politiker
- Lucius Iulius Caesar (Konsul 64 v. Chr.) (110/108 v. Chr.–43 v. Chr.), römischer Politiker
- Lucius Iulius Caesar (17 v. Chr.–2 n. Chr.), Adoptivsohn des Augustus, siehe Lucius Caesar
- Nero Caesar
- Ptolemaeus Caesar (= Caesarion; Sohn Kleopatras VII. und vermutlich Caesars)
- Sextus Iulius Caesar (Prätor 208 v. Chr.), römischer Politiker
- Sextus Iulius Caesar (Konsul 157 v. Chr.), römischer Politiker
- Sextus Iulius Caesar (Prätor 123 v. Chr.), römischer Politiker
- Sextus Iulius Caesar (Konsul 91 v. Chr.) (vor 130 v. Chr.–90/89 v. Chr.), römischer Politiker
- Sextus Iulius Caesar (Quästor 48 v. Chr.) (vor 78 v. Chr.–46 v. Chr.), römischer Politiker und Militär
- Tiberius Caesar Divi Augusti filius Augustus (adoptiert)
- Tiberius Drusus Iulius Caesar
- Tiberius Iulius Caesar Nero (= Tiberius Gemellus)